# ノンリコースローン
ノンリコースローン（英: non-recourse debt）または非遡及型融資（英: nonrecourse loan）とは、返済の原資（元手）とする財産（責任財産）の範囲に限定を加えた貸付方法である。責任財産限定型ローン、責任財産限定特約付ローン、NRL等と呼ぶこともある。

## 概説
通常のローン（リコースローン）は、借り手の信用に基づいて融資を行い、返済の原資は借り手の全財産が返済責任を負うことになる。
ノンリコースローンの場合は、借り手は債務全額の返済責任を負わない。例えば、不動産を対象とした場合、返済の原資は対象となる不動産の産み出すキャッシュフローのみを返済原資に限定する。銀行などの貸し手も、借り手に対し、対象の不動産以外の財産をもって返済することを要求できず、不動産運用終了後の不動産売却額が返済金額を下回っていても、それ以上は借り手に請求できない。
借り手のメリットは、このように返済原資が限定されることが挙げられる。
貸し手側のメリットとしては、オリジネーターの倒産リスクから隔離される、（適切な運用を行うならば）回収可能性が高まるといったものがある。
債務者は、自己の全資力をもって債務を弁済する義務を負うのが、民事法における大原則である。この原則は、たとえ債務に対して物的担保（抵当権等）、人的担保（保証等）があっても変わらない。抵当目的物を換価しても、債務弁済に不足する場合は、不足分は一般債権として存続するのが原則である。
しかし、この原則の下では、企業が新規事業や新工場の立ち上げなど多額の投資を行うことで、仮に当該投資が失敗に終わった場合、投資とは関係のない従来の本業まで影響を受け、最悪の場合、倒産という事態を招来する可能性すらある。このように、新規投資が企業の命運すら左右するほどのリスクがあるのでは、企業は新規投資を躊躇せざるを得ない。かかる状態は国民経済上も不利益であり、投資リスクを限定するためのスキームが必要となる。そこで新規投資を行う企業は、100%子会社として新規投資のみを行うための特別目的会社（SPC）を作り、銀行は当該SPCに融資をするという形を採る。そして当該SPCが投資の法的な主体となって新規投資を行ない、所有権等も当該SPCの名義とする。但し、実際の意思決定は親会社が行う形をとる。この形を採ることによって、当該投資が失敗に終わったとしてもSPCの親会社は株主でしかないので株式の出資分以外に責任を負わないこととなる（間接有限責任）。そして融資をした銀行はSPCが融資によって投下した資金で取得した資本財のみが引き当て可能額となるのである。これにより、例えば建設予定のビルとそこからの収益を責任財産とした上でノンリコースで融資を受けて、ビルを建設したがテナントが入らず返済不能に陥った場合であっても、当該のビルからの収益とビルの売却代金以外に関しては差押等の対象とはならない。主に不動産分野で用いられ、米国では普及している。借主にとっては万が一返済不能になった場合、強制執行により事業基盤や生活基盤まで失うリスクを著しく低減できる反面、貸主は追加のリスクを負う事になるため、そのプレミアム分の金利が上乗せとなる。
この融資は銀行にとっては従来のように融資先の全資産価値を担保とすることができず、当該投資の成否そのものを判断しなければならないことから、銀行の審査能力が直接に試されることとなる。また、リスクに見合ったプレミアムの設定、スキームの形成についての技術能力など、銀行に総合的かつ高度な能力が必要とされることとなる。従って、能力的にかかる形態の融資を行える銀行は外資系及び邦銀ではメガバンク、系統上位機関（農林中金、信金中金等）などに限られる。大手金融機関とシンジケートを組まない限り地方銀行、信用金庫レベルでは、ごく一部の上位地銀を除いて能力的に無理であろう。
不動産を責任財産とする場合、建物・敷地に対する抵当権を設定し、また火災保険の請求権に対して質権を設定してこれらを担保とする事がある。また、返済原資範囲が限定されるため、貸付の際に重視されるのは責任財産として設定した物件の収益性、もしくは当該物件の資産価値のみである。
多くの場合、賃貸オフィスビル等毎月の収益が見込める不動産（収益性不動産）が対象となる貸付スキームである。
不動産分野での活用が多いが、航空機、船舶等の比較的安定したキャッシュ・フローが期待できる動産を対象とする場合もある（航空機リースも参照）。また、特定の投資プロジェクト（M&A等も）を対象とする場合もある。ソフトバンクのボーダフォン日本法人買収でも利用された。
2011年3月11日の東日本大震災における被災者の住宅ローン問題に起因して注目を集めてきている。

## 日本での普及
日本においては、1997年にアメリカ合衆国の投資会社、金融機関からの輸入される形でノンリコースローンは持ち込まれた。それ以前からも存在は知られてはいたが、日本において法的な制約はなかったものの、過去の取引習慣や、日本国内の金融機関に不動産評価に対する経験不足もあって、ノンリコースローンは根付いていなかった。
1999年前後には日本国内の金融機関でも不動産を中心としてノンリコースローンを取り扱うようになった。先鞭をつけたのはさくら銀行であり、専門部署を設立すると共に2000年までには東京都心のオフィスビルなどに数百億円の新規融資を行っている。1999年には三和銀行が大阪国際ビルディングに対して200億円近いノンリコースローンを実行している。2000年以降はメガバンクも続き、新生銀行やオリックスなども加わり、融資競争が進められた。
しかしながら、2007年夏ごろから日本国内の不動産市況にかげりが見え始め、不動産評価が厳しくなったことから、不動産を担保としたノンリコースローンの取り扱いを止める金融機関も増えていた。
2018年時点の日本では、不動産、航空機、船舶などを担保にしたノンリコースローンが広まりつつある。トラック、トレーラーを担保とする日本初のノンリコースローン、ファンド商品も発売が始まっている。